# Comuni della Mauritania

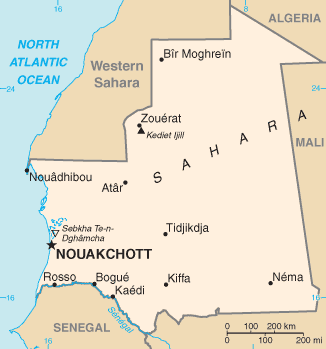
Mappa della Mauritania

I comuni della Mauritania costituiscono la suddivisione territoriale di terzo livello del Paese, dopo le regioni e i dipartimenti. I dati relativi alla popolazione sono quelli risultanti dal censimento del 2013.

## Caratteristiche
I comuni possono essere di tipo urbano o rurale e sono amministrati da un consiglio elettivo. I primi enti comunali pilota entrarono in vigore in alcune città tra la metà degli anni '50 e il 1969, ma i comuni nella forma moderna vennero istituiti a partire dal 1986.

## Lista

### Regione di Adrar

#### Dipartimento di Aoujeft
| Comune     | Popolazione |
| ---------- | ----------- |
| Aoujeft    | 3 809       |
| El Medah   | 3 900       |
| Maaden     | 3 693       |
| N'Terguent | 1 595       |

#### Dipartimento di Atar
| Comune        | Popolazione |
| ------------- | ----------- |
| Ain Ehel Taya | 4 432       |
| Atar          | 26 144      |
| Choum         | 2 049       |
| Tawaz         | 6 252       |

#### Dipartimento di Chinguetti
| Comune     | Popolazione |
| ---------- | ----------- |
| Aïn Savra  | 2 011       |
| Chinguetti | 4 800       |

#### Dipartimento di Ouadane
| Comune  | Popolazione |
| ------- | ----------- |
| Ouadane | 3 973       |

### Regione di Assaba

#### Dipartimento di Barkewol
| Comune     | Popolazione |
| ---------- | ----------- |
| Barkewol   | 8 902       |
| Boulahrath | 9 991       |
| Daghveg    | 10 162      |
| El Ghabra  | 15 480      |
| Guever     | 5 417       |
| Laweissi   | 13 781      |
| Lebhir     | 7 394       |
| R'Dheidhi  | 8 774       |

#### Dipartimento di Boumdeid
| Comune   | Popolazione |
| -------- | ----------- |
| Boumdeid | 3 189       |
| Hsey Tin | 1 749       |
| Laftah   | 2 979       |

#### Dipartimento di Guerou
| Comune     | Popolazione |
| ---------- | ----------- |
| El Ghayra  | 6 444       |
| Guerou     | 25 368      |
| Kamour     | 8 263       |
| Oudey Jrid | 4 795       |

#### Dipartimento di Kankossa
| Comune   | Popolazione |
| -------- | ----------- |
| Blajmil  | 18 080      |
| Hamed    | 25 916      |
| Kankossa | 15 236      |
| Sani     | 9 295       |
| Tenaha   | 13 968      |

#### Dipartimento di Kiffa
| Comune     | Popolazione |
| ---------- | ----------- |
| Aghoratt   | 18 358      |
| El Melgue  | 10 747      |
| Kiffa      | 60 005      |
| Kouroudjel | 3 827       |
| Legrane    | 13 157      |
| Nouamline  | 4 620       |

### Regione di Brakna

#### Dipartimento di Aleg
| Comune       | Popolazione |
| ------------ | ----------- |
| Aghchorguitt | 10 156      |
| Aleg         | 21 748      |
| Bouhdida     | 19 670      |
| Cheggar      | 9 180       |
| Djellwar     | 7 457       |
| Mal          | 33 301      |

#### Dipartimento di Bababé
| Comune     | Popolazione |
| ---------- | ----------- |
| Aéré M'Bar | 16 270      |
| Bababé     | 12 883      |
| El Verae   | 8 098       |

#### Dipartimento di Boghé
| Comune       | Popolazione |
| ------------ | ----------- |
| Boghé        | 42 759      |
| Dar El Aviya | 4 329       |
| Dar El Barka | 12 667      |
| Ould Biram   | 12 487      |

#### Dipartimento di Maghta-Lahjar
| Comune        | Popolazione |
| ------------- | ----------- |
| Djonaba       | 11 019      |
| Maghta-Lahjar | 18 616      |
| Ouad Emour    | 11 941      |
| Sangrave      | 16 096      |

#### Dipartimento di M'Bagne
| Comune          | Popolazione |
| --------------- | ----------- |
| Bagodine        | 11 263      |
| Edbaye El Hijaj | 7 489       |
| M'Bagne         | 11 859      |
| Niabina         | 12 989      |

### Regione di Dakhlet-Nouadhibo

#### Dipartimento di Chami
| Comune      | Popolazione |
| ----------- | ----------- |
| Chami       | 51          |
| Nouamghar   | 1 949       |
| Tmeimichatt | 657         |

#### Dipartimento di Nouadhibou
| Comune     | Popolazione |
| ---------- | ----------- |
| Boulenouar | 2 619       |
| Inal       | 336         |
| Nouadhibou | 118 167     |

### Distretto della Capitale
- Nouakchott (958 399)
- Città distrettuali:

| Comune        | Popolazione |
| ------------- | ----------- |
| Arafat        | 175 969     |
| Dar Naïm      | 144 043     |
| El Mina       | 132 674     |
| Ksar          | 47 233      |
| Riyadh        | 117 030     |
| Sebkha        | 72 245      |
| Tevragh Zeina | 46 336      |
| Teyareth      | 78 828      |
| Toujounine    | 144 041     |

### Regione di Gorgol

#### Dipartimento di Kaédi
| Comune       | Popolazione |
| ------------ | ----------- |
| Djewol       | 14 425      |
| Ganki        | 7 294       |
| Kaédi        | 49 152      |
| Lexeiba 1    | 22 453      |
| Néré Walo    | 10 366      |
| Toufndé Civé | 8 097       |
| Tokomadji    | 9 939       |

#### Dipartimento di Maghama
| Comune            | Popolazione |
| ----------------- | ----------- |
| Beilouguet Litame | 4 152       |
| Daw               | 7 050       |
| Dolol Civé        | 5 072       |
| Maghama           | 16 102      |
| Sangué            | 10 820      |
| Toulel            | 8 604       |
| Vréa Litama       | 4 639       |
| Wali Djantang     | 12 026      |

#### Dipartimento di M'Bout
| Comune                   | Popolazione |
| ------------------------ | ----------- |
| Chelkhet Tiyab           | 8 306       |
| Diadjibine Gandéga       | 10 597      |
| Edbaye Ehl Guelaye       | 11 475      |
| Foum Gleita              | 22 531      |
| Lahrach                  | 10 280      |
| M'Bout                   | 11 407      |
| Souve                    | 7 296       |
| Terguent Ehl Moulaye Ely | 9 645       |
| Tikobra                  | 10 965      |

#### Dipartimento di Monguel
| Comune          | Popolazione |
| --------------- | ----------- |
| Azgueilem Tiyab | 12 949      |
| Bakhel          | 10 314      |
| Bathet Moit     | 6 352       |
| Melzem Teichet  | 7 599       |
| Monguel         | 6 010       |

### Regione di Guidimagha

#### Dipartimento di Ould Yengé
| Comune     | Popolazione |
| ---------- | ----------- |
| Bouanzé    | 11 047      |
| Boully     | 14 906      |
| Dafor      | 15 844      |
| Lahraj     | 7 526       |
| Leaweinat  | 3 852       |
| Ould Yengé | 6 688       |
| Tektake    | 8 478       |

#### Dipartimento di Sélibabi
| Comune        | Popolazione |
| ------------- | ----------- |
| Ajar          | 14 357      |
| Arr           | 17 085      |
| Baydam        | 13 430      |
| Ghabou        | 34 924      |
| Gouraye       | 26 142      |
| Hassi Cheggar | 20 265      |
| Ould M'Bonny  | 7 697       |
| Sélibabi      | 29 786      |
| Souvi         | 6 653       |
| Tachott       | 15 099      |
| Wompou        | 13 250      |

### Regione di Hodh-Charghi

#### Dipartimento di Amourj
| Comune      | Popolazione |
| ----------- | ----------- |
| Adel Bagrou | 47 829      |
| Amourj      | 6 389       |
| Bougadoum   | 40 341      |

#### Dipartimento di Bassikounou
| Comune      | Popolazione |
| ----------- | ----------- |
| Bassikounou | 10 561      |
| Dhar        | 6 663       |
| El Megve    | 5 281       |
| Fassale     | 65 927      |

#### Dipartimento di Djiguenni
| Comune         | Popolazione |
| -------------- | ----------- |
| Aoueinat Ezbel | 9 644       |
| Beneamane      | 4 861       |
| Djiguenni      | 13 960      |
| El Mabrouk     | 8 793       |
| Feirenni       | 9 399       |
| Ghlig Ehl Beye | 5 920       |
| Ksar El Barka  | 7 037       |

#### Dipartimento di N'Beiket Lehwach
| Comune           | Popolazione |
| ---------------- | ----------- |
| N'Beiket Lehwach | 8 860       |

#### Dipartimento di Néma
| Comune       | Popolazione |
| ------------ | ----------- |
| Achemine     | 2 554       |
| Agoueinit    | 10 190      |
| Bangou       | 10 157      |
| Beribavar    | 3 845       |
| El Mabrouk   | 4 879       |
| Hassi Etile  | 5 950       |
| Jerif        | 5 078       |
| Néma         | 21 979      |
| Noual        | 3 969       |
| Oum Avnadech | 18 447      |

#### Dipartimento di Oualata
| Comune  | Popolazione |
| ------- | ----------- |
| Oualata | 13 086      |

#### Dipartimento di Timbedra
| Comune       | Popolazione |
| ------------ | ----------- |
| Bousteille   | 20 327      |
| Hassi M'Hadi | 13 948      |
| Koumbi       | 11 064      |
| Timbedra     | 17 832      |
| Touil        | 15 898      |

### Regione di Hodh-Gharbi

#### Dipartimento di Ayoun el-Atrouss
| Comune           | Popolazione |
| ---------------- | ----------- |
| Ayoun el-Atrouss | 24 199      |
| Beneamane        | 3 045       |
| Doueirare        | 11 465      |
| Egjert           | 6 571       |
| N'Savenni        | 6 358       |
| Oum Lahyad       | 10 997      |
| Ten Hamadi       | 2 602       |

#### Dipartimento di Kobenni
| Comune                 | Popolazione |
| ---------------------- | ----------- |
| Ghlig Ehl Beye         | 9 968       |
| Gougui Ehl Zemal       | 13 125      |
| Hassi Ehl Ahmed Bechne | 14 107      |
| Kobenni                | 11 833      |
| Mobidougou             | 16 550      |
| Timzine                | 14 187      |
| Voulaniya              | 12 920      |

#### Dipartimento di Tamchekett
| Comune          | Popolazione |
| --------------- | ----------- |
| El Mabrouk      | 3 644       |
| Guetae Teidoume | 9 138       |
| Radhi           | 9 575       |
| Sava            | 13 864      |
| Tamchekett      | 2 792       |

#### Dipartimento di Tintane
| Comune         | Popolazione |
| -------------- | ----------- |
| Ain Farba      | 11 728      |
| Aweinatt Thall | 11 618      |
| Devaa          | 10 668      |
| Egharghar      | 9 247       |
| Hassi Abdallah | 3 779       |
| Lehreijat      | 13 915      |
| Tintane        | 21 736      |
| Touil          | 14 478      |

### Regione di Inchiri

#### Dipartimento di Akjoujt
| Comune    | Popolazione |
| --------- | ----------- |
| Akjoujt   | 14 543      |
| Bennechab | 5 096       |

### Regione di Tagant

#### Dipartimento di Moudjeria
| Comune    | Popolazione |
| --------- | ----------- |
| Moudjeria | 2 148       |
| Nbeika    | 20 766      |
| Soudoud   | 18 824      |

#### Dipartimento di Tichitt
| Comune   | Popolazione |
| -------- | ----------- |
| Lekhcheb | 1 942       |
| Tichitt  | 2 407       |

#### Dipartimento di Tijikja
| Comune            | Popolazione |
| ----------------- | ----------- |
| Boubacar Ben Amer | 6 879       |
| El Wahat          | 4 106       |
| Lehseira          | 2 816       |
| Tensigh           | 6 781       |
| Tijikja           | 14 293      |

### Regione di Tiris-Zemmour

#### Dipartimento di Bir Moghrein
| Comune       | Popolazione |
| ------------ | ----------- |
| Bir Moghrein | 3 897       |

#### Dipartimento di F'Derick
| Comune   | Popolazione |
| -------- | ----------- |
| F'Derick | 4 715       |

#### Dipartimento di Zouérat
| Comune  | Popolazione |
| ------- | ----------- |
| Zouérat | 44 649      |

### Regione di Trarza

#### Dipartimento di Boutilimit
| Comune      | Popolazione |
| ----------- | ----------- |
| Ajouir      | 5 061       |
| Boutilimit  | 26 926      |
| Elb Adress  | 5 012       |
| El Moyesser | 2 644       |
| Nebaghiya   | 6 392       |
| N'Teichet   | 9 816       |
| Tenghadi    | 7 342       |

#### Dipartimento di Keurmacen
| Comune    | Popolazione |
| --------- | ----------- |
| Keurmacen | 4 898       |
| M'Balel   | 15 647      |
| Ndiago    | 6 215       |

#### Dipartimento di Mederdra
| Comune           | Popolazione |
| ---------------- | ----------- |
| Bei Taouress     | 1 998       |
| El Khat          | 5 783       |
| Mederdra         | 7 421       |
| Taguilalet       | 2 659       |
| Tiguent El Jedid | 12 579      |

#### Dipartimento di Ouad Naga
| Comune     | Popolazione |
| ---------- | ----------- |
| Aouleigatt | 8 330       |
| El Ariye   | 6 153       |
| Ouad Naga  | 9 215       |

#### Dipartimento di R'Kiz
| Comune     | Popolazione |
| ---------- | ----------- |
| Bareina    | 14 472      |
| Boutalhaye | 9 447       |
| Lexeiba 2  | 12 973      |
| R'Kiz      | 11 617      |
| Tékane     | 22 447      |

#### Dipartimento di Rosso
| Comune            | Popolazione |
| ----------------- | ----------- |
| Jedr El Moubghuen | 6 700       |
| Rosso             | 51 026      |